# Dziatkiewicze (gmina)
Dziatkiewicze (Dziatkowicze, Diatkowicze) – dawna gmina wiejska istniejąca do 1939 roku w woj. wołyńskim (obecnie na Ukrainie). Siedzibą gminy były Dziatkiewicze (Дядьковичі).
W okresie międzywojennym gmina Dziatkiewicze należała do powiatu rówieńskiego w woj. wołyńskim. 12 grudnia 1933 roku część obszaru gminy Dziatkiewicze włączono do gmin Klewań i Równe.
Według stanu z dnia 4 stycznia 1936 roku gmina składała się z 32 gromad. Po wojnie obszar gminy Dziatkiewicze wszedł w struktury administracyjne Związku Radzieckiego.
Nie mylić z gminą Dziatkowicze.